# Eugen Ott (Generalmajor)

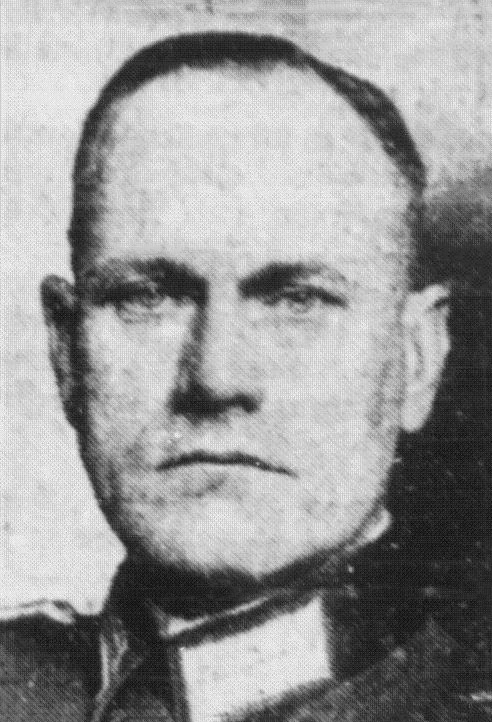
Eugen Ott (1933)

Eugen Ott (* 8. April 1889 in Rottenburg am Neckar; † 23. Januar 1977 in Tutzing, Oberbayern) war ein deutscher Generalmajor und Diplomat.

## Leben
Seine Eltern waren der Oberregierungsrat Christian Jacob Ott und dessen Ehefrau Stefanie Baur.

### Frühe Jahre (1889–1921)
Nach dem Abitur in Stuttgart trat Ott 1907 als Fahnenjunker in das 4. Württembergische Feldartillerie-Regiment Nr. 65 ein. Als junger Mann nahm Ott am Ersten Weltkrieg teil. 1917 wurde er als Hauptmann aus dem Truppendienst in den Generalstab übernommen, in dessen Nachfolgeorganisationen er mit kurzen Unterbrechungen bis zum 31. Mai 1933 verblieb. In den 1920er Jahren stieg Ott seit dem 1. Oktober 1923 Untergebener von Kurt von Schleicher, als dessen enger Mitarbeiter und Vertrauter im Reichswehrministerium auf. 1921 heiratete er Helma Bodewig, aus der Ehe gingen ein Sohn († 1944) und eine Tochter hervor.

### Karriere im Reichswehrministerium (1921–1933)
Otts Karriere blieb auf das engste mit der von Schleicher verbunden. 1931 rückte er, nunmehr im Range eines Oberstleutnants, zum Leiter der Wehrmachtsabteilung im Reichswehrministerium auf. Hier war er für die bereits eingeleiteten Schritte zur Vergrößerung der Reichswehr um das Dreifache, die Gewährleistung des Übergangs von bisherigen Geheimrüstungen in legale Formen der Aufrüstung, die Sicherstellung von Modernisierung, Einsatzfähigkeit und Mobilisierungsfähigkeit der Streitkräfte sowie die Einbindung der Wirtschaft in langfristige Rüstungsplanungen zuständig. Zu dieser Zeit erfolgten wichtige Schritte zur Verzahnung von militärischer und staatlicher Politik, bei der die Reichswehr und ihr Rüstungsprogramm zunehmend zu einem Wirtschaftsfaktor wurde. In diesem Zusammenhang war er auch, wegen ihrer großen Massenbasis und ihres politischen Charakters, für die nationalen Wehrverbände wie den Stahlhelm und die SA zuständig. Im Zusammenhang mit den Ergebnissen der Landes- und Reichstagswahlen seit 1930, rekrutierten sich aus diesen Organisationen auch ein hoher Stimmenanteil der NSDAP- und konservativer Wählerschaft. Mit Schleicher teilte er die politische Vorstellung von der Notwendigkeit, die „wertvollen nationalen Elemente“ im Rahmen einer Querfront an den Staat zu binden. Das hieß vor allem, die SPD-Kräfte aus möglicher Regierungsverantwortung zu eliminieren. Als Stellvertreter Schleichers nahm er in der Folge häufig als Beobachter an Reichstagssitzungen teil. Am Sturz des Reichswehrministers Groener war Ott indirekt beteiligt. Ebenso organisierte er mit seiner militärischen Befehlsgewalt einzelne Schritte zur Entmachtung der preußischen Regierung im Juli 1932, ließ als Handlungsbevollmächtigter des Reichswehrministers von Schleicher die drei wichtigsten Führungskräfte der Polizei festnehmen, bevor Reichskanzler von Papen den Ausnahmezustand für Berlin und Brandenburg auslöste. Gemeinsam mit anderen Offizieren des Wehrmachtsamtes ließ er ob November 1932 Richtlinien für eine mögliche Machtübernahme durch die Reichswehr ausarbeiten. Diese Vorschrift „Verwendung im Reich“ wurden nach der Übernahme der Kanzlerschaft durch Kurt von Schleicher, Anfang Dezember 1932 unterzeichnet. Am 1. Dezember 1932 fuhr Ott als Unterhändler im Auftrag Schleichers nach Weimar und unterbreitete dem dort anlässlich einer „Führertagung“ weilenden Hitler das Angebot, als Vizekanzler in ein etwaiges Kabinett Schleicher einzutreten, in dem Schleicher Reichswehrminister bleiben würde, die NSDAP aber entsprechend ihrer Stärke noch einige weitere Ministerien erhalten würde. Hitler lehnte diesen Vorschlag brüsk ab und ließ Schleicher sogar vor einer Übernahme der Regierungsverantwortung warnen.
Am 28. Januar 1933 plädierte Ott, zusammen mit Ferdinand von Bredow (Leiter des Ministeramts im Reichswehrministerium), Erwin Planck (Staatssekretär in der Reichskanzlei) und dem General Kurt von Hammerstein-Equord dafür, den Reichspräsidenten ultimativ dazu aufzufordern, Hitler nicht zum Kanzler zu berufen und im Weigerungsfall den militärischen Ausnahmezustand durch den Chef der Heeresleitung verhängen zu lassen, d. h., er erwog Staatsstreichpläne, um Schleicher im Amt zu halten. Jener lehnte dies ab.

#### Das Planspiel Ott
Das von Eugen Ott erarbeitete sogenannte Planspiel Ott wurde aus Anlass des Berliner Verkehrsarbeiterstreiks vom November 1932 verfasst. Es befasste sich mit den Chancen der Reichswehr in einer gewaltsamen Auseinandersetzung mit der aufstrebenden nationalsozialistischen Bewegung, den Kommunisten und den demokratischen Kräften im Zuge einer von der Regierung veranlassten restaurativen Staatsstreichaktion zugunsten einer traditionell-monarchischen oder militärdiktatorischen Reform.
Ott kam in seinem Planspiel zu dem Schluss, dass die Reichswehr mit einem solchen Unterfangen wahrscheinlich überfordert sei, und verwies auf potentiell desaströse Konsequenzen (polnische Intervention, Zusammenbruch der Nahrungsmittelversorgung, Bürgerkriegszustände u. a.). Zusammenfassend müsse der Reichswehrminister „die Zuflucht der Reichsregierung zu einem militärischen Ausnahmezustand verhindern“. Otts Vortrag seines Planspiels in einer Sitzung des noch kommissarisch amtierenden, offiziell bereits zurückgetretenen Kabinetts Papen am 2. Dezember 1932 veranlasste die Minister der Papen-Regierung, vom Gedanken an einen Staatsstreich „gestützt auf die Bajonette der Reichswehr“ abzurücken, zu dem sie der fehlende Rückhalt in der Bevölkerung zunächst bewogen hatte. Das „Planspiel Ott“ besiegelte das Ende des „Kabinetts der Barone“: Am 3. Dezember entließ Hindenburg die auch ihrer letzten Perspektive beraubte Regierung von Papen.
Schleicher, der in der Folge zum Kanzler ernannt wurde, ist daher mitunter vorgeworfen worden, er habe die Aufstellung des Planspiels im Ministerium und den Vortrag Otts im Kabinett inszeniert, um Papens Stellung zu unterminieren und ihn so zum Rücktritt zu zwingen, er habe also bewusst auf den Sturz Papens hingearbeitet.

### Militärattaché und Botschafter in Japan (1933–1942)
Nach dem Rücktritt der Regierung des Generals von Schleicher, zu dem er auch weiterhin persönlichen Kontakt hielt, wurde Ott unter Adolf Hitler zunächst an der Spitze der Wehrmacht-Abteilung belassen.
Die u. a. von Julius Mader, J. Gorew und Ronald Seth rezipierte Darstellung von Curt Riess, Eugen Ott sei während des Ersten Weltkrieges Mitarbeiter des militärischen Nachrichtendienstes des deutschen Generalstabes in der Sektion und späteren Abteilung III B unter Oberstleutnant Walter Nicolai gewesen, dürfte nach Recherchen Jürgen W. Schmidts „ins Reich der Legende gehören.“ Dies gelte sowohl für einen von Ott besuchten Spezialkurs für Nachrichtendienstoffiziere als auch die angeblich 1933 für die Reichswehrführung angefertigte Analyse zur Struktur und den Methoden des japanischen Armeegeheimdienstes. In der Tat sind die Angaben von Curt Riess laut einem von Schmidt verfassten Artikel für den Tagesspiegel mit Vorsicht zu genießen. Inwieweit die von Mader und Prange rezipierte Darstellung von Ellis Mark Zacharias, Ott sei Hitlers Agent im Kreise Schleichers gewesen und habe diesem Informationen geliefert, zutreffend ist oder nicht bleibt offen. Eine solche Agententätigkeit erkläre – so Mader – Otts Beförderung zum Oberst im Jahr 1934, während von Schleicher im gleichen Jahr von SS-Männern erschossen worden sei. Einen konkreten Beleg für seine Behauptung gibt Zacharias, der u. a. nach dem Zweiten Weltkrieg stellvertretender Direktor des US Naval Intelligence war, jedoch nicht an.
Bei Hitler hatte Otts Auftreten in Weimar 1932 nicht zu Ressentiments geführt. Er scheint bei den gemeinsamen Treffen einen positiven Eindruck gewonnen zu haben. So notierte General Keitel am 17. März 1938: „Generalmajor Ott ist dadurch, dass er als nächster Mitarbeiter des Generals v. Schleicher zu diesem in einem nahen Vertrauensverhältnis stand, ohne seine Schuld in eine politisch schiefe Lage gekommen. Der Führer hat mir gegenüber bei diesem Vortrag die Frage angeschnitten, ob nicht Generalmajor Ott vielleicht aufgrund seiner Leistung zur Verwendung in einer selbständigen Stelle in Frage käme.“ Bei Göring soll jedoch nach dem Weimarer Treffen mit Ott ein negativer Eindruck entstanden sein.
Als Otts Stellung in Berlin unhaltbar wurde, sandte man ihn am 1. Juni 1933 dem japanischen Heer als Beobachter. Nach seiner Rückkehr aus Japan besuchte Ott einen einmonatigen Attachélehrgang und hielt vor Adolf Hitler einen Vortrag über die Auswirkungen der sowjetisch-japanischen Spannungen im Fernen Osten auf die Lage in Europa. Am 1. Februar 1934 wurde er zum Militärattaché der deutschen Botschaft in Tokio unter Herbert von Dirksen ernannt und übernahm dort am 1. April die Geschäfte als Militärattaché. und ab Oktober 1935 das Amt des Luftattachés
Im Februar 1934 lud Ott Schleicher ein, ihn für längere Zeit in Japan zu besuchen, weil er den Eindruck hatte, dass der General sich mit seiner unverhohlenen Kritik an den Zuständen und an führenden Personen des nationalsozialistischen Regimes erheblicher Gefahr aussetze, und er ihn so in Sicherheit bringen wollte. Schleicher, der diesen Vorschlag mit der Begründung ablehnte, er wolle nicht „landesflüchtig“ werden, wurde schließlich am 30. Juni desselben Jahres, während der so genannten „Nacht der langen Messer“, bei der Ott angeblich auch auf der Mordliste stand, zusammen mit seiner Frau, Elisabeth von Schleicher, ermordet. Da die japanische Armee über ihren Berliner Attaché, Ōshima Hiroshi (大島 浩; 1886–1975), auf eine Allianz mit dem wieder erstarkenden Reich drängte, wurde Ott bei den Verhandlungen, die im Antikominternpakt endeten (25. November 1936), weitgehend übergangen. Über die Verhandlungen zum deutsch-japanischen Abkommen wurde er durch seine guten Kontakte zu japanischen Militärs bereits im Oktober 1935 vertraulich unterrichtet. Botschafter v. Dirksen erfuhr hiervon erst im Dezember des Jahres. Mit den führenden Männern in Japan kam er niemals wirklich in Kontakt.
Nachdem Botschafter Dirksen aus gesundheitlichen Gründen ausgeschieden war, wurde am 18. März 1938 Ott im Zuge der aktiven Japanpolitik von Joachim von Ribbentrop zum deutschen Botschafter in Japan befördert, dies jedoch nur mit dem Ziel, eine ähnliche Aufwertung seines Gesprächspartners Ōshima in Berlin zu erreichen, was acht Monate später auch geschah.
Zum 1. Juli 1938 trat Ott der NSDAP bei (Mitgliedsnummer 6.017.843). Die nationalsozialistische Ideologie soll er jedoch nicht richtig verinnerlicht haben. So charakterisierte Richard Sorge – laut Eta Harich-Schneider – Ott wie folgt: „Als heimlicher Antinazi ist er immer ängstlich darauf bedacht, das Gegenteil zu beweisen. Dabei schlägt er ins Extrem um und ist schlimmer als ein richtiger Nazi.“ So ist von Ott die Ablehnung einer deutsch-japanischen Ehe überliefert. Obwohl der Reichsminister des Innern im Fall der geplanten Eheschließung die Auffassung vertrat, es bestehe „insofern ein Interesse, weil das Kind, das als Mischling einen unerwünschten Bevölkerungszuwachs bedeutet, durch die Eheschließung die deutsche Staatsangehörigkeit verlieren würde“, verhinderte Ott zusammen mit dem Landesgruppenleiter der NSDAP, Rudolf Hillmann, und dem Generalkonsul von Yokohama, Heinrich Seelheim, die Ausreise der betroffenen Deutschen nach Japan. Selbst die Ortsgruppe der NSDAP in Tokio-Yokohama hatte nach anfänglicher Ablehnung und Befürwortung der Passeinziehung zur Verhinderung der Ausreise ihre Meinung geändert und festgestellt: „Solange aber kein Gesetz besteht, nach welchem solche Ehen einfach verboten sind, greifen wir mit der Verhinderung ihrer Ausreise in ihr persönliches Leben ein“. Heinrich Stahmer, ab 1943 Botschafter in Tokio, soll verbalen antisemitischen Angriffen Eugen Otts wegen seiner Ehefrau ausgesetzt gewesen sein. Frühe Hinweise auf eine mögliche antisemitische Einstellung Otts finden sich bereits im Jahr 1932. So sagte die Frau des mit Ott bekannten Juristen Carl Schmitt nach einem Besuch Otts zu ihrem Mann: „Seitdem er [Ott] in Uniform da war, ist die Luft gereinigt in dieser Judenwohnung“. Bernd Martin verweist darauf, dass „Phrasen“ Stahmers wie „Deutsch-japanisches Verhältnis wird häufig auch von jüdischen Emigranten durch Denunziation und Verbreitung von Lügennachrichten gestört“ in keinem Telegramm Otts enthalten waren.
Am 7. Juni 1939 vermeldete er an Staatssekretär Ernst von Weizsäcker im Auswärtigen Amt, dass Japan bereit sei, an deutscher Seite in den Krieg einzutreten, sobald die Sowjetunion als Gegner Deutschlands in einen kontinentalen Krieg eingetreten sei. An den Vorverhandlungen zu einem Militärbündnis (Dreimächtepakt, 27. September 1940) blieb er unbeteiligt. Während des Krieges bemühte er sich um eine korrekte Darstellung der Ereignisse, welche mit fortschreitender Dauer des Krieges in Widerspruch zu den Erwartungen Ribbentrops geriet.

#### Richard Sorge
Richard Sorge errang bei Eugen Ott schon zu Zeiten seiner Tätigkeit als Militärattaché an der Deutschen Botschaft in Tokio eine starke Vertrauensstellung. Er gehörte zu Otts wichtigsten Informanten und trug ihm umfangreiches Material zu, das ihm insbesondere Ozaki Hotsumi, Journalist bei der Tageszeitung Asahi Shinbun und Miyagi Yotoku, ein in den Vereinigten Staaten aufgewachsener Okinawa-Japaner, beschafften. Sorge erhielt im Laufe der Zeit Zugang zu Dokumenten der Botschaft und zu von der Botschaft nach Berlin gesandten Berichten. Mit Ausbruch des Zweiten Weltkrieges verfasste er im Auftrag des Botschafters über längere Zeit die an das OKW gehenden periodischen Kriegsberichte der Botschaft. Er konnte sich im Botschaftsgebäude frei bewegen, hatte dort zeitweilig ein Büro und konnte ungehindert wichtige Dokumente fotografieren. Das Filmmaterial sandte er dann nach Moskau. Eugen Ott und der Marineattaché Wenneker stellten Sorge auch Material der japanischen Armee bzw. Marine zur Verfügung. Von Ott erhielt Sorge zudem zahlreiche Informationen zu den Verhandlungen des Antikominternpakts. Ein Dokument des GRU aus dem Jahr 1938 hält fest, dass Richard Sorge erklärte, seine Beziehungen zu Militärattaché Ott, Botschafter von Dirksen, dem Sekretär der deutschen Botschaft und anderen „Vertretern des deutschen Faschismus in Japan“ seien so eng, dass sie ihm zu geheimen Nachrichten Zutritt gewährten. Als Beweis habe Sorge „drei Seiten eines deutschen Textes, der mit der Chiffriermaschine „Enigma“ verschlüsselt wurde“ geschickt. In einem anderen seiner Berichte informierte Sorge darüber, dass Ott ihn zum Verfassen der Chiffretelegramme nach Berlin heranzog. Die Verhaftung Sorges wegen Spionage für die Sowjetunion im Jahr 1941 war für Ott eine schwere persönliche Enttäuschung. Zu Beginn vermutete er als Ursache eine japanische Intrige. Als sich dies nicht bewahrheitete, wurde Ott deutlich misstrauischer und scheute nun auch vor einer Zusammenarbeit mit Josef Meisinger nicht zurück. So denunzierten beide gemeinsam den Leiter der Kriegsorganisation (K. O.) China, Theodor Siefken, beim Reichssicherheitshauptamt als Homosexuellen. Dieser wurde dann unter dem Vorwand einer Erkrankung abgelöst.

#### Abberufung als Botschafter
Am 23. November 1942 wurde Eugen Ott durch Joachim von Ribbentrop von seiner Abberufung als Botschafter durch ein persönliches und durch ihn selbst zu dechiffrierendes Telegramm in Kenntnis gesetzt. Im Telegramm wird als Begründung der Fall Sorge angegeben, der „bei japanischen Stellen einen Eindruck hinterlassen hat“, der sich auf die „persönliche Position“ des Botschafters gegenüber den Japanern „ungünstig auswirkt“. Adolf Hitler hatte sich am 18. November 1942 mit Ribbentrops Vorschlag einverstanden erklärt, gleichzeitig aber auch „bedauert“, dass sich für Ott in Ostasien keine andere „praktische Verwendungsmöglichkeit“ finden ließ. Das persönliche Verhältnis Otts zu Hitler war trotz seiner früheren Zugehörigkeit zum Kreise Schleichers gut. So sei Hitler Ott bei einem Vortrag im Januar 1934 „mit ausgesprochen wohlwollender Geste“ gegenübergetreten und habe „einen Strich unter die Vergangenheit“ gemacht. Im Gegensatz zu Hitler zeigte sich Joseph Goebbels jedoch erfreut über die Abberufung, da Ott „seiner Aufgabe offenbar nicht gewachsen“ war.
Aus der „engeren Umgebung“ Otts hieß es, die eigentliche Ursache sei gewesen, dass Ott „edelmütig gegen die Fesselung amerikanischer Kriegsgefangener protestiert“ habe und dadurch „den Unmut deutscher und japanischer Scharfmacher“ erregte. Dies sei jedoch – so Eta Harich-Schneider – aktenkundig nicht der Fall. Ott habe „geschickt am Aufbau seines Image“ gearbeitet. So habe u. a. Lily Abegg in der Züricher Weltwoche einen „wehleidig-tugendhaften und antikommunistischen Bericht über den edlen Freund Ott“ geschrieben, der dem „unwiderstehlichen“ Richard Sorge „zum Opfer gefallen sei.“
Bernd Martin vertritt die Auffassung, dass Ott nicht wegen der Sorge-Affäre abberufen wurde. Er stellt fest: „Der von Ribbentrop angeführte Grund, die Affäre Sorge, konnte diesen Entschluß nicht bewirkt haben.“ Einen konkreten Beleg für diese These liefert er jedoch nicht. Als Argumente nennt er u. a., die Japaner hätten der deutschen Regierung den Sorge-Vorfall „nie übel vermerkt“ und die von ihm durchgesehenen Telegramme enthielten keine „Kritik an der Amtsführung Botschafter Otts“ sowie keinen „Vorwurf wegen der Affäre Sorge“. Laut Josef Albert Meisinger erfolgte die Kommunikation der japanischen Regierung zum Sorge-Fall unter Umgehung der deutschen Botschaft in Tokio, da u. a. abgefangene Nachrichten Sorges direkt auf Ott oder den japanischen Außenminister Matsuoka als Quelle hingewiesen hätten. Als man in Berlin genug Material gegen Ott in Händen gehabt hätte, sei er abberufen worden.

### Späte Jahre (1942–1977)
Bis zum Kriegsende blieb er als Privatmann in Peking; seine Bitten um militärische Reaktivierung wurden abschlägig beschieden. Dennoch nahm Ott noch 1945, so zitiert der Historiker Hans-Jürgen Döscher den Berufsdiplomaten Wilhelm Haas, der 1937 wegen der jüdischen Herkunft seiner Ehefrau aus dem Amt scheiden musste, aufgrund der „dem Offizierskorps in seiner großen Mehrheit eigene Gefolgstreue, um nicht zu sagen Kadavergehorsam, gegenüber jedweder Staatsobrigkeit [...] in seiner Generalsuniform an den Feiern des 30. Januar, der Machtergreifung, teil.“ Am 1. November 1951 wurde er in den dauernden Ruhestand versetzt und lebte in Tutzing. 1960 wurde Ott als Referent im staatsbürgerlichen Unterricht in Schulen von Berlin-Wilmersdorf tätig. Im Auftrag des Berliner Volksbildungssenators referierte er über die Themen „Asien im Aufbruch“ und „Meine Erfahrungen in der Weimarer Republik“. Im Jahr 1961 wurde er von der Arbeitsgemeinschaft Demokratischer Kreise mit der Leitung des Referats „Entwicklungshilfe“ betraut.

#### Im Zeugenstand
Nach dem Zweiten Weltkrieg sagte Ott in mehreren Prozessen als Zeuge aus. Im Zusammenhang mit dem IMTFE wurde er ausführlich befragt und eine Vielzahl seiner Telegramme und anderer Dokumente des Auswärtigen Amts als Beweismittel gesichert. Auch im Nürnberger „Wilhelmstraßen-Prozess“ war er als Zeuge geladen. In einem Wiedergutmachungsprozess zum Shanghaier Ghetto behauptete Ott, er könne in Bezug auf Franz Huber, dessen Nachfolger Josef Meisinger und die NS-Parteistellen in Japan nur sagen, dass er es „für höchst unwahrscheinlich, beinahe ausgeschlossen halte“, dass eine dieser Personen „mit japanischen Stellen auf Anti-jüdischem Gebiet gesprochen“ habe. Tatsächlich hatte Meisinger zur Amtszeit Otts intensive Gespräche auf genau diesem Gebiet mit japanischen Behörden geführt und eine Liste von „Anti-Nazis“, u. a. mit den Namen aller Juden mit deutschem Pass in Japan, übergeben. Zuvor hatte er seinen japanischen Gesprächspartnern immer wieder eingeschärft, dass „Anti-Nazis“ grundsätzlich „Anti-Japanern“ entsprächen. Dies hatte der ehemalige Dolmetscher Meisingers, Karl Hamel, ausführlichst bei amerikanischen Befragungen in Japan zu Protokoll gegeben. Weiter hatte er ausgesagt, dass hierdurch eine regelrechte Jagd auf „Anti-Nazis“ begonnen habe, die zur Internierung ziemlich vieler Menschen führte. Diese als „Geheim“ eingestuften Dokumente wurden jedoch weder in den Prozess einbezogen, noch wurde Hamel überhaupt als Zeuge vernommen. Das Gericht kam daher zu dem Schluss, dass „zwar eine Wahrscheinlichkeit dafür“ spräche, dass Meisinger versucht habe, die Japaner zu Maßnahmen gegen Juden anzuregen, die Errichtung des Ghettos in Shanghai jedoch „allein auf japanischer Initiative“ beruhe. Ott selbst hatte im Prozess des „Judenretters“ und Industriellen in Tokio, Willy Rudolf Foerster, zwar die Existenz einer Liste Meisingers mit den Namen von Personen „unzuverlässiger politischer Einstellung“ bestätigt, jedoch behauptet, diese „sofort zerrissen und das Ansinnen Meisingers strikt zurückgewiesen“ zu haben. Dennoch konnte Meisinger diese Liste noch gegen Ende des gleichen Jahres (1942) an japanische Behörden, u. a. die Kempeitai, übergeben. Wenig später wurde das Ghetto in Shanghai proklamiert und Meisinger trotz der Affäre Sorge befördert.
Nach dem Zweiten Weltkrieg trat Ott – in Vorträgen und Texten – als nachdrücklicher Verteidiger Kurt von Schleichers in der Bevölkerung und in der historischen Fachöffentlichkeit auf. 2002 wurde Ott in der Verfilmung des Lebens von Richard Sorge von Ulrich Mühe dargestellt.

## Schriften
- Ein Bild des Generals Kurt von Schleicher. In Politische Studien, 10. Jg. (1959), Heft 110, S. 360–371.
- Aus der Vorgeschichte der Machtergreifung des Nationalsozialismus, Vortrag am 19. Mai 1965, Text bei Bavaria Atelier GmbH, Akte Schleicher.
- Teilnachlass und Befragungsprotokolle: Institut für Zeitgeschichte, München.

als Übersetzer:
- China unter dem Kommunismus: Walker, Richard Louis; Die ersten fünf Jahre. Vorwerk Verlag Stuttgart 1956
- Christlicher Realismus und politische Probleme, Evangelisches Verlagswerk Stuttgart 1956;